# Fórmula Renault

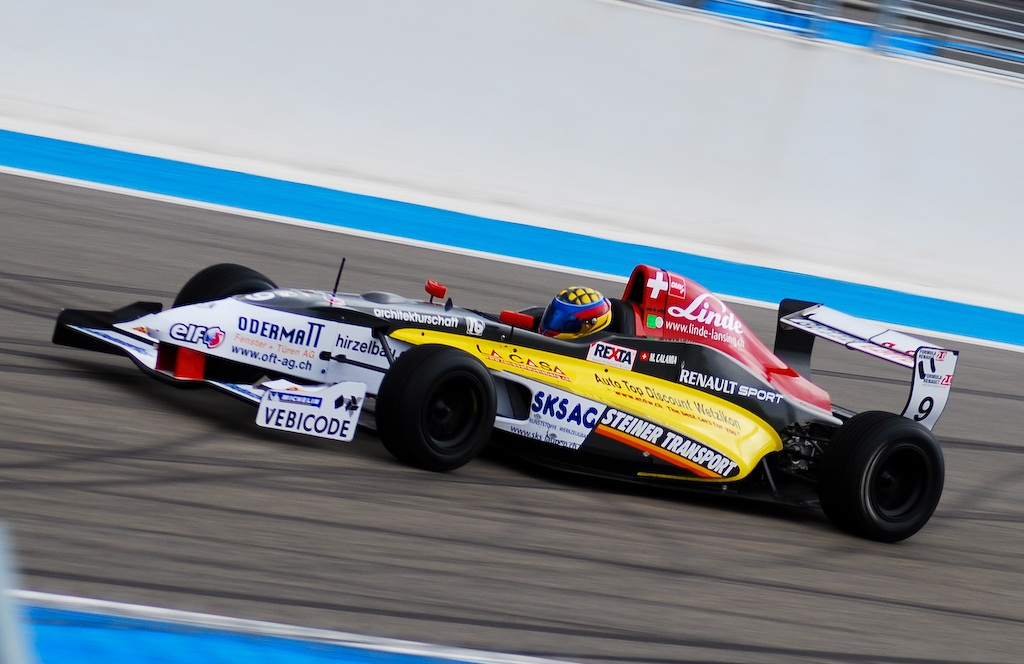
Un Fórmula Renault 2.0.

El Fórmula Renault es un tipo de monoplaza impulsado por un motor del fabricante de automóviles francés Renault. Desde 1971, la marca organiza campeonatos de automovilismo con este vehículo en numerosos países, en particular en Europa pero también en América y Asia.
Los Fórmula Renault originales poseían motores de gasolina de 1.6 litros de cilindrada, derivados de los de producción. Luego, la cilindrada se aumentó a 1.7 litros, y finalmente a 2.0 litros en el año 1995. Hoy en día, un Fórmula Renault pesa 565 kg con piloto incluido y desarrolla una potencia máxima de 195CV (Renault 2.0) y 480CV (Renault 3.5);, lo que le permite acelerar de 0 a 100 km/h en menos de 4 segundos.

## Categorías relacionadas
Desde principios de la década de 2000, surgieron varias divisiones menores, llamadas Fórmula Renault 1.6 o Fórmula Junior. De nuevo se utilizan motores de 1.6 litros, y está pensada para menores de 21 años provenientes del karting, de la misma manera que la Fórmula BMW y la Fórmula Ford.
En 2003 y 2004, el Campeonato Europeo de Turismos y el Campeonato FIA GT fueron acompañados en todas sus fechas por la Eurocopa de Fórmula Renault V6, que utilizaba motores V6 de 3.5 litros y unos 370 CV. Para la temporada 2005, esta competencia se fusionó con la World Series by Nissan, y tomó el nombre World Series by Renault. Como complemento del Campeonato Asiático de Turismos, en 2006 se creó la Fórmula Renault V6 Asiática con los mismos automóviles que la Eurocopa.

## Campeonatos
| Europa | World Series by Nissan      | 1998-2004   | Remplazada por la Formula Renault 3.5 Series. |
| Europa | Formula Renault V6 Eurocup  | 2003 - 2004 | Remplazada por la Formula Renault 3.5 Series. |
| Europa | Formula Renault 3.5 Series  | 2005-2017   |                                               |
| Asia   | Fórmula Renault V6 Asiática | 2006–2009   |                                               |

| Campeonatos oficiales de Fórmula Renault 2.0L | Campeonatos oficiales de Fórmula Renault 2.0L          | Campeonatos oficiales de Fórmula Renault 2.0L | Campeonatos oficiales de Fórmula Renault 2.0L | Campeonatos oficiales de Fórmula Renault 2.0L | Campeonatos oficiales de Fórmula Renault 2.0L | Campeonatos oficiales de Fórmula Renault 2.0L |
| Europa                                        | Europa                                                 | Europa                                        | Europa | Europa                                        | Europa                                        | Europa                                        |
| Zona                                          | Nombre oficial                                         | Años                                          | Información complementaria | Series Invernales                             |                                               |                                               |
| --------------------------------------------- | ------------------------------------------------------ | --------------------------------------------- | --- | --------------------------------------------- | --------------------------------------------- | --------------------------------------------- |
| Europa                                        | Desafío Europeo de Fórmula Renault                     | 1972 - 1977                                   | Otros nombres: Desafío Fórmula Renault Europa. |                                               |                                               |                                               |
| Europa                                        | Eurocopa Fórmula Renault 2.0                           | 1991 - 2020                                   | Otros nombres: Rencuentros Internacionales de Fórmula Renault, Fórmula Renault Eurocopa, Fórmula Renault 2000 Eurocopa, Fórmula Renault 2000 Masters. |                                               |                                               |                                               |
| Francia                                       | Campeonato de Francia Fórmula Renault 2.0              | 1971 - 1972, 1975 - 2007                      | Remplazada por la Copa de Europa Occidental de Fórmula Renault 2.0. Otros nombres : Critérium de Fórmula Renault, Campeonato de Fórmula Renault National, Campeonato de Francia Formula Renault, Campeonato de Francia Fórmula Renault Turbo, y Campeonato de Francia Fórmula Renault 2000 |                                               |                                               |                                               |
| Europa Occidental                             | Copa de Europa Occidental de Fórmula Renault 2.0       | 2008-2009                                     | Remplaza los campeonatos Franceses. Otros nombres Fórmula Renault 2.0 EOC. |                                               |                                               |                                               |
| Alemania                                      | Fórmula Renault 2.0 Alemana                            | 1991 - 1999, 2001 - 2005                      | Fusionada con la Fórmula Renault 2.0 Holandesa se creó la Copa de Europa del Norte de Fórmula Renault 2.0. Otros Nombres: Fórmula Renault 2000 Alemana, Fórmula Renault Alemana. |                                               |                                               |                                               |
| Países Bajos                                  | Fórmula Renault 2.0 Holandesa                          | 1991 - 1995, 2003 - 2005                      | Fusionada con la Fórmula Renault 2.0 Alemana se creó la Copa de Europa del Norte de Fórmula Renault 2.0. Otros Nombres Fórmula Renault 2000 Holandesa, Fórmula Renault Holandesa. |                                               |                                               |                                               |
| Europa del Norte                              | Copa de Europa del Norte de Fórmula Renault 2.0        | 2006 - 2018                                   | Remplaza los Campeonatos Alemanes y Holandeses. Otro nombre Fórmula Renault 2.0 NEC. |                                               |                                               |                                               |
| Europa del Norte                              | Copa de Europa del Norte de Fórmula Renault 2.0 FR2000 | 2010                                          | Se corre como la Clase FR2000. |                                               |                                               |                                               |
| Reino Unido                                   | Fórmula Renault 2.0 Británica                          | 1989 - 2011                                   | Otros nombres: Fórmula Renault 2000 Británica. | Desde 1998-99                                 |                                               |                                               |
| Reino Unido                                   | Fórmula Renault BARC                                   | 1995 - 2014                                   | Actualmente se corre como la Clase FR2000. |                                               |                                               |                                               |
| Italia                                        | Challenge Fórmula Renault 2.0 Italia                   | 2000-2012                                     | Otros nombres: Fórmula Renault 2000 Italiana,Fórmula Renault 2.0 Italiana. | 2001-2008                                     |                                               |                                               |
| Suiza                                         | Campeonato Medio Europeo Fórmula Renault 2.0           | 2002-2010                                     | Evolucionada a la Fórmula Renault 2.0 Alpes. Otros nombres: Renault Speed Trophy F2000,Fórmula Renault 2.0 Suiza. |                                               |                                               |                                               |
| Alpes                                         | Fórmula Renault 2.0 Alpes                              | 2011-2015                                     | Remplaza el campeonatos Suizo. |                                               |                                               |                                               |
| España                                        | Campeonato de España de Fórmula Renault                | 1991-1997                                     | El campeonato dejó de disputarse cuando se crearon las World Series by Nissan |                                               |                                               |                                               |
| Portugal                                      | Fórmula Júnior FR2.0 Portuguesa                        | 2008                                          | | 2008                                          |                                               |                                               |
| Escandinavia                                  | Fórmula Renault 2.0 Series Nórdicas                    | 2002-2006                                     | Otros nombres: Fórmula Renault 2000 Escandinavia. |                                               |                                               |                                               |
| Finlandia                                     | Fórmula Renault 2.0 Finlandesa                         | 2008-2010                                     | |                                               |                                               |                                               |
| Suecia                                        | Fórmula Renault 2.0 Sueca                              | 2009-2010                                     | |                                               |                                               |                                               |
| Estonia                                       | Fórmula Renault 2.0 Estonia                            | 2008                                          | |                                               |                                               |                                               |
| América                                       |                                                        |                                               | |                                               |                                               |                                               |
| Zona                                          | Nombre Oficial                                         | Años                                          | Información Complementaria | Series Invernales                             |                                               |                                               |
| Argentina                                     | Fórmula Renault 2.0 Argentina                          | Desde 2010                                    | |                                               |                                               |                                               |
| Brasil                                        | Fórmula Renault 2.0 Brasil                             | 2002-2006                                     | Otros nombres: Fórmula Renault 2000 Brasil. |                                               |                                               |                                               |
| América Latina                                | Fórmula Renault Mexicana                               | 2002-2004                                     | Remplazada por la Fórmula Renault 2000 América. |                                               |                                               |                                               |
| América Latina                                | Fórmula Renault 2000 América                           | 2005-2007                                     | Remplaza a la Fórmula Renault Mexicana. |                                               |                                               |                                               |
| Norteamérica                                  | Fórmula Renault 2000 Norte Americana                   | 2002-2003                                     | Remplazada por la Formula TR 2000 Pro Series. | 2003                                          |                                               |                                               |
| Norteamérica                                  | Formula TR 2000 Pro Series                             | 2004-2007                                     | | 2004                                          |                                               |                                               |
| Asia                                          |                                                        |                                               | |                                               |                                               |                                               |
| Zona                                          | Nombre Oficial                                         | Años                                          | Información Complementaria | Series Invernales                             |                                               |                                               |
| Asia                                          | Desafío Fórmula Renault Asiática                       | Desde 2002                                    | |                                               |                                               |                                               |

| Francia           | Campeonato Francés de F4                               | Desde 1993  | Otros nombres: Campeonato de Francia FFSA Formula Campus Renault Elf, Formul’Academy Euro Series, F4 Eurocup 1.6 . |
| Bélgica           | Fórmula Renault 1.6 Bélgica                            | 2003 - 2007 | Otros nombres: Fórmula Renault 1600 Bélgica.                                                                       |
| España            | Formula Renault 1.6 España                             | 2002 - 2004 | Otros nombres: Formula Junior 1600 España.                                                                         |
| Italia            | Formula Junior 1.6 by Renault                          | 2002 - 2006 | Otros nombres: Formula Junior 1600 by Renault.                                                                     |
| Europa Occidental | Copa de Europa del Norte de Fórmula Renault 1.6 Junior | 2012-2014   | |
| América           |                                                        |             | |
| Zona              | Nombre Oficial                                         | Años        | Información complementaria                                                                                         |
| Argentina         | Fórmula 2.0 by Renault                                 | 1980-2009   | Otros nombres: Fórmula Renault Elf 1.6 Argentina, Fórmula Renault Argentina.                                       |
| América Latina    | Formula Junior 1600                                    | 2005-2007   | |
| Norteamérica      | Fórmula Renault 1600 Norte Americana                   | 2002-2003   | Remplazada por la Fórmula TR 1600 Pro Series.                                                                      |
| Norteamérica      | Formula TR 1600 Pro Series                             | 2004-2007   | |

## Otros campeonatos potenciados por Renault
| Europa           | Europa                                   | Europa     | Europa                                                                                     | Europa            |
| Zona             | Nombre Oficial                           | Años       | Información complementaria                                                                 | Series Invernales |
| ---------------- | ---------------------------------------- | ---------- | ------------------------------------------------------------------------------------------ | ----------------- |
| Austria          | Copa Austriaca de Fórmula Renault        | 2007-2010  | Esta Organizada por el Campeonato de Austria de Fórmula 3, utiliza los Fórmula Renault 2.0 |                   |
| Italia           | Fórmula 2000 Light                       | 2008-2013  | Utiliza los chasis de Fórmula Renault y Fórmula 3                                          | 2008-2012         |
| Europa del Norte | Fórmula Renault 2.0 Zona Norte de Europa | 2008-2010  | Utiliza los Fórmula Renault 2.0                                                            |                   |
| Asia             |                                          |            |                                                                                            |                   |
| Zona             | Nombre Oficial                           | Años       | Información complementaria                                                                 | Series Invernales |
| Asia             | Formula Asia 2.0                         | 2008       |                                                                                            |                   |
| América          |                                          |            |                                                                                            |                   |
| Zona             | Nombre Oficial                           | Años       | Información complementaria                                                                 | Series Invernales |
| Brasil           | Super Fórmula 2.0 Brasil                 | 2009       |                                                                                            |                   |
| Argentina        | Fórmula Renault Plus                     | Desde 2007 |                                                                                            |                   |
| Argentina        | Fórmula Renault Interprovencial          | Desde 2007 |                                                                                            |                   |
| Argentina        | Fórmula 4 Argentina                      | 2007       | Remplazada por la Fórmula Metropolitana                                                    |                   |
| Argentina        | Fórmula Metropolitana                    | Desde 2008 | Remplaza a la Fórmula 4 Argentina                                                          |                   |
| Argentina        | Fórmula Super Renault                    | 1997-2006  |                                                                                            |                   |
| Argentina        | Fórmula 4 APAP Fórmula 4 Light           | 2005-2011  | Reemplazadas por la Fórmula 4 Nueva Generación Potenciada también por Audi.                |                   |
| Argentina        | Fórmula 4 Nueva Generación               | Desde 2012 | Reemplaza a la Fórmula 4 APAP Potenciada también por Audi.                                 |                   |
| México           | LATAM Challenge Series                   |            |                                                                                            |                   |

### Fórmula Renault 3.5L
- Inglés World Series by Renault
- Francés World Series by Renault
  - Inglés Eurocup Formula Renault V6
- Inglés Formula V6 Asia

### Fórmula Renault 2.0L
- Inglés Eurocup Formula Renault 2.0 renault-sport.com
- Francés Eurocup Formula Renault 2.0 renault-sport.com
- Francés French Formula Renault 2.0 Archivado el 17 de julio de 2007 en Wayback Machine. renault-sport.com
- Inglés Formula Renault 2.0 UK renaultsport.co.uk
- Inglés BARC Formula Renault BARC barc.net
  - Inglés BARC Formula Renault renault-sport.uk
- Italiano Formula Renault 2.0 Italy renaultsportitalia.it
- Inglés Formula Renault 2.0 WEC formularenaultwec.com
- Inglés Formula Renault 2.0 NEC necup.com
  - Alemán Formula Renault 2.0 NEC renault-sport.de
- Francés, Inglés y Alemán Formula Renault 2.0 Switzerland Archivado el 3 de marzo de 2016 en Wayback Machine. worldseriesbyrenault.ch
- Inglés Formula Renault 2.0 Finland rata-sm.fi
- Finlandés Formula Renault 2.0 Finland rata-sm.fi
- Portugués Fórmula Júnior FR2.0 Portugal formulajunior.net

### Fórmula Renault 1.6L
- Francés Formul'Academy Archivado el 12 de agosto de 2016 en Wayback Machine. autosportacademy.com
- Inglés Formul'Academy Archivado el 7 de julio de 2011 en Wayback Machine. autosportacademy.com
- Inglés Formula 1.6 Belgium (enlace roto disponible en Internet Archive; véase el historial, la primera versión y la última). renault-sport.be

- Datos: Q548230
- Multimedia: Formula Renault / Q548230